# Combat de Touzik
Guerre du Mali
Batailles
Le combat de Touzik a lieu le 30 juillet 2016 pendant la guerre du Mali.

## Déroulement
Selon le rapport de l'ONU de septembre 2016 sur la situation au Mali, de nouveaux combats entre le GATIA et la CMA éclatent le 30 juillet 2016 à Touzik, à 35 kilomètres au sud-est de Kidal,,. Les deux camps se rejettent la responsabilité de la reprise des combats,.  
Les affrontements débutent dans la matinée et durent trois heures. Les deux camps reçoivent ensuite des renforts et reprennent leurs attaques.
Des combats auraient aussi eu lieu à Edjerère, à environ 50 kilomètres au nord-est de Kidal et à Tassik, à environ 60 kilomètres de Kidal.

## Pertes
Le 31 juillet, Fahad Ag Almahmoud, le secrétaire général du GATIA, affirme que six hommes de la CMA ont été tués dans les affrontements. Le média malien Kibaru donne quant à lui un bilan de 25 morts pour le HCUA contre seulement un mort pour le GATIA.
Dans son rapport de septembre 2016 sur la situation au Mali, l'ONU conclut que cinq combattants ont été tués dans chaque camp et que la CMA compte également trois blessés et que quatre de ses hommes ont été capturés par le GATIA.